# Абонь
Абонь (угор. Abony) — місто в центральній частині Угорщини, в медьє Пешт.
Населення — 15 814 осіб (2001). Площа міста — 127,97 км². Щільність населення — 123,58 осіб/км².
Місто Абонь, як і вся Угорщина, знаходиться в часовому поясі, який позначається за міжнародним стандартом як Central European Time (CET). Зсув відносно Всесвітній координований час становить +1:00 (CET, зимовий час)/+2:00 (CEST, літній час), оскільки в цьому часовому поясі діє перехід на літній час.
Поштовий індекс — 2740. Телефонний код (+36) 53.

## Галерея

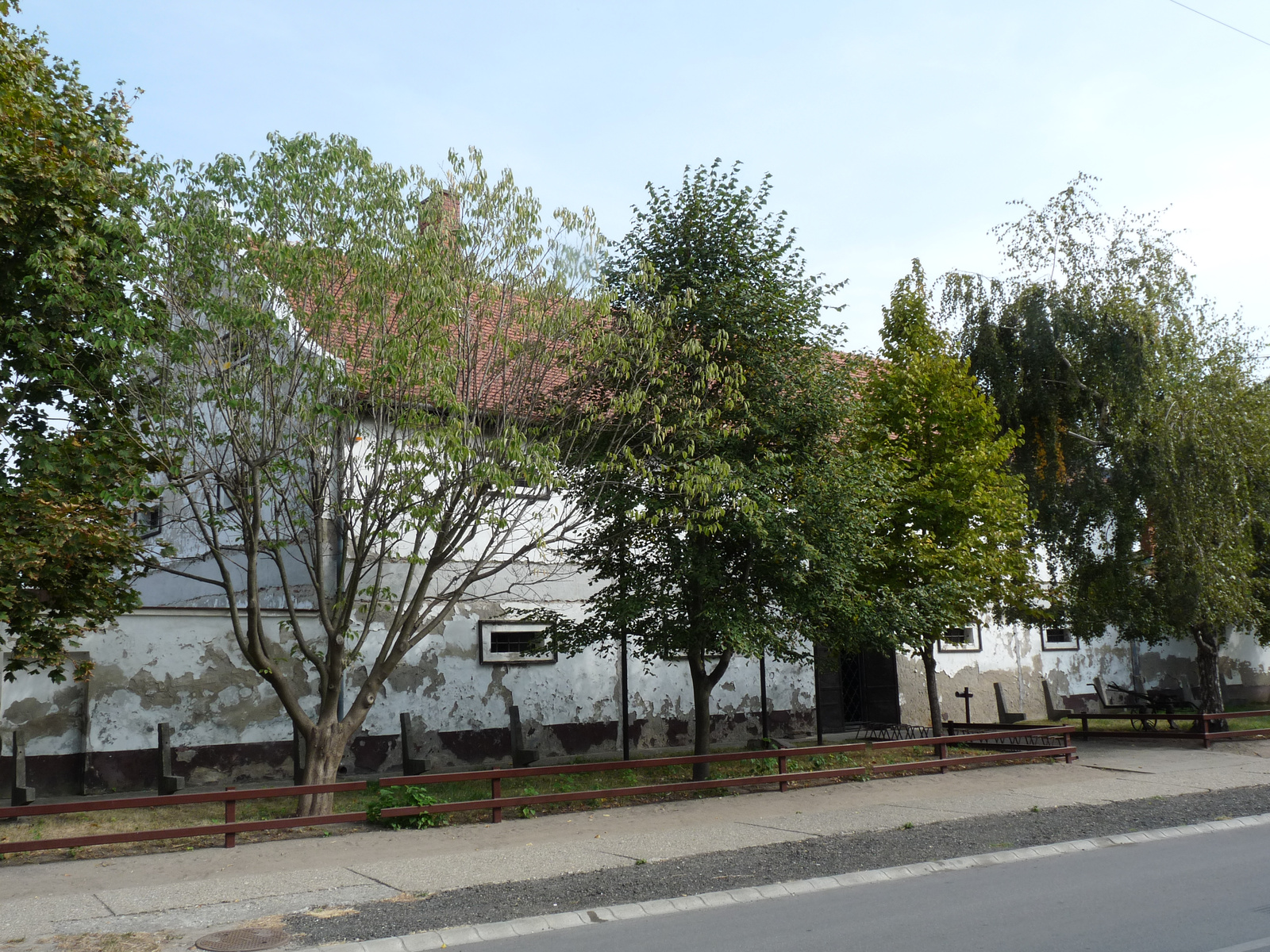
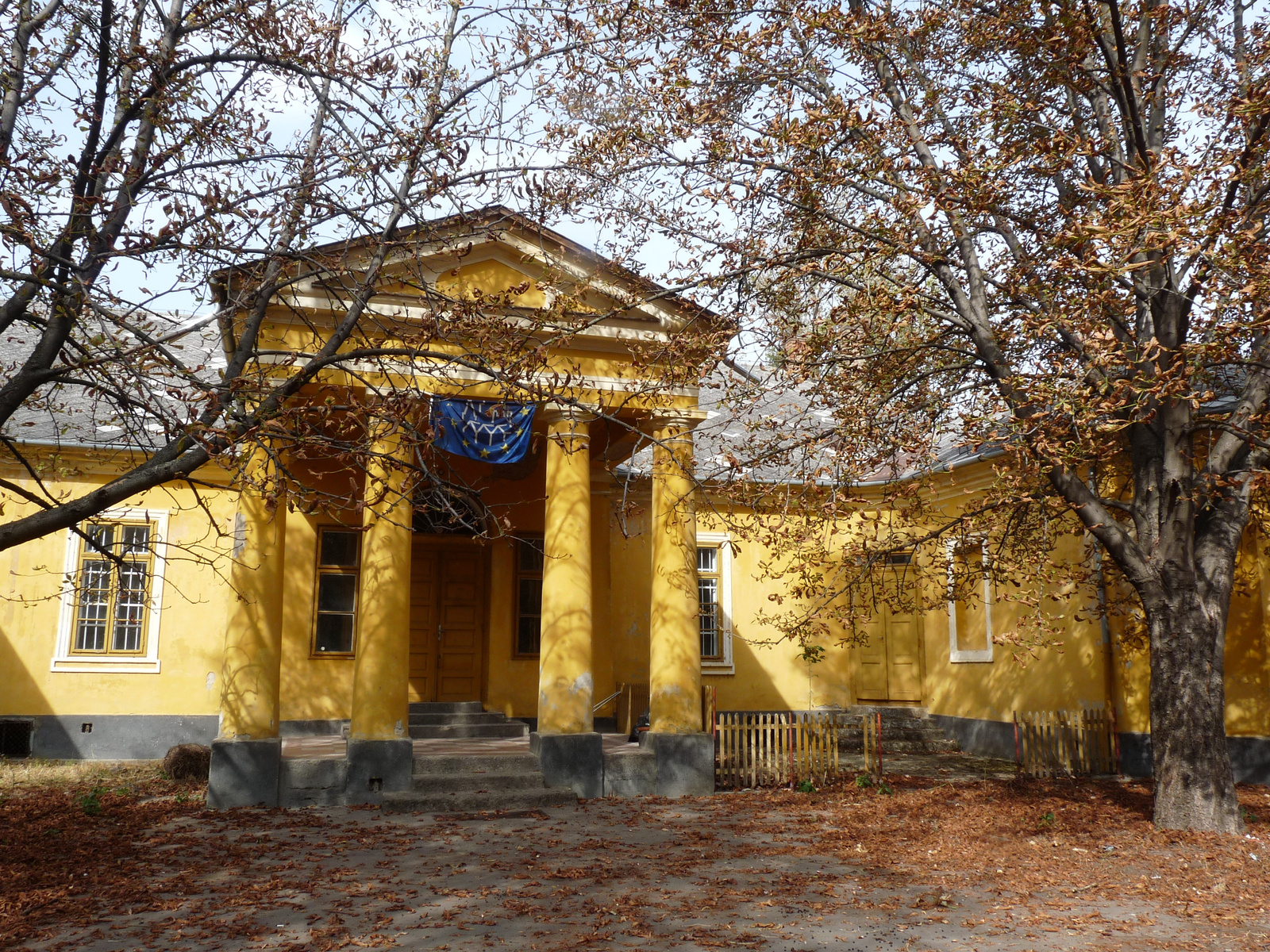